# ایمان خلیف
ایمان خلیف (عربی: إیمان خلیف، آوانگاری: ʾĪmān Khalīf, تلفظ‌شده به صورت [ʔi:ˈma:n xaˈli:f]؛ زادهٔ ۲ مه ۱۹۹۹) بوکسور حرفه‌ای الجزایری است. او نماینده الجزایر در بازی‌های المپیک تابستانی ۲۰۲۰ در توکیو بود و مدال طلای بوکس سبک‌وزن زنان در بازی‌های المپیک تابستانی ۲۰۲۴ را دریافت کرد.
پس از پیروزی خلیف مقابل آنجلا کارینی از ایتالیا در بازی‌های المپیک ۲۰۲۴، اطلاعاتی در خصوص جنسیت او در شبکه‌های اجتماعی منتشر شد. محرومیت خلیف از مسابقات جهانی بوکس زنان در سال ۲۰۲۳ که توسط اتحادیه جهانی بوکس برگزار شد، این شایعات را تقویت کرد. کمیته بین‌المللی المپیک (IOC) و واحد بوکس پاریس اعلام کردند که خلیف واجد شرایط شرکت در المپیک است و به محرومیت اتحادیه جهانی بوکس در سال ۲۰۲۳  انتقاد وارد کردند. کمیته بین‌المللی المپیک گفته است که هیچ مدرکی مبنی بر اینکه خلیف کروموزوم XY یا سطح تستوسترون بالایی دارد منتشر نشده است و خلیف یک زن سیسجندر است. در ژانویه ۲۰۲۴، خلیف سفیر ملی یونیسف شد.

## زندگی
خلیف در سوقر، استان تیارت، در شمال غربی الجزایر بزرگ شد. او ابتدا قبل از اینکه به بوکس روی آورد، فوتبال بازی می‌کرد. در سال‌های اولیه زندگی، او مجبور بود برای شرکت در جلسات تمرینی به روستای همسایه رفت و آمد کند و برای تأمین هزینه کرایه اتوبوس، آهن قراضه می‌فروخت.
او گفته که پدرش ابتدا به او اجازه شرکت در این ورزش را نمی‌داد، زیرا «او بوکس برای دختران را قبول نداشت.»

## المپیک تابستانی ۲۰۲۴
خلیف در بازی‌های المپیک تابستانی ۲۰۲۴ در پاریس شرکت کرد. او با آنجلا کارینی از ایتالیا روبرو شد. این مسابقه تنها ۴۶ ثانیه به طول انجامید و کارینی پس از دریافت ضربات سخت، از ادامه مبارزه منصرف شد. در طول مسابقه، کارینی، پس از ضربه شدید، علامت داد که روسری او چک شود و در نهایت از مبارزه خارج شد. 
او در مصاحبه‌ای اعلام کرد که چنین ضربه‌ای را هرگز در زندگی‌اش تجربه نکرده بود و به دلیل حفظ سلامتی خود تصمیم به پایان مبارزه گرفت.
مربی کارینی بعداً در مورد نگرانی‌های مربوط به ایمنی او اظهارنظر کرد و بحث و جدل پیرامون تصمیم IOC برای اجازه دادن به خلیف برای مسابقه را برجسته کرد. با این حال، کمیته بین‌المللی المپیک از تصمیم خود برای اجازه دادن به هر دو بوکسور برای مسابقه دفاع کرد:
در ادامه مسابقات المپیک ۲۰۲۴ پاریس ایمان خلیف مدال طلای المپیک را به دست آورد و با شکست دادن یانگ لیو از چین، به قهرمانی رسید.